# Adolf Paulus (Kunsthändler)
Adolf Karl Ernst Rudolf Paulus (* 13. April 1851 in Bühlhof bei Schömberg (Landkreis Calw); † 3. September 1924 in München) war ein deutscher Kunsthändler.

## Leben
Adolf Paulus war der Sohn des Försters Karl Adolf Paulus (1808–1877) und seiner Ehefrau Julie Ottilie Friederike Schönlin (1817–1902). Bei Jagdpartien seines Vaters lernte er den Prinzen Luitpold von Bayern, den späteren Prinzregenten, kennen, mit dem er sich anfreundete. In der Schule lernte er gut Fremdsprachen und kam nach München zu einer Handelsfirma, wo er als Verkäufer tätig war.
Mit nur 20 Jahren wurde er 1871 Sekretär bzw. Geschäftsführer der Münchner Künstlergenossenschaft und war in dieser Funktion für die Organisation der jährlichen Kunstausstellungen im Glaspalast zuständig. Er war am Umsatz aller auf den Ausstellungen verkauften Kunstwerke mit 5 % beteiligt. Anfang Februar 1892 wurde er vom Vorstand entlassen. Bereits vorher von der Vereinsführung enttäuschte Künstler gründeten daraufhin den „Verein bildender Künstler Münchens“ (Münchener Secession). Paulus wurde Geschäftsführer der Secession.
In München war sein Einfluss auf künstlerischem Gebiet beträchtlich, er war der Kunstberater von Prinzregent Luitpold und führte den Titel eines Hofrats.
Er heiratete 1882 in München Anna Margaretha Neupert (1862–1921), Adoptivtochter des Hamburger Senators Carl Richard Watty (1822–1897). Ihr Sohn war der Kunsthistoriker und Kunsthändler Richard Paulus (1883–1929).
Um 1900 wurde er Mitinhaber der Firma Eduard Schulte Kunstsalon in Berlin und verlegte seinen Wohnsitz nach dort.

## Veröffentlichungen
- Zwanzig Jahre Münchner Secession 1893–1913. I. Die geschichtliche Entwicklung. In: Die Kunst 14, 1913, S. 326–333 (Digitalisat).